# Горшенина, Ольга Анатольевна
Ольга Анатольевна Горшенина (род. 9 ноября 1990 года, Тольятти, Самарская область) — российская гандболистка, полусредний. Мастер спорта России. В составе сборной России — бронзовый призёр чемпионата мира 2019 года. Двукратная обладательница Кубка ЕГФ в составе тольяттинской «Лады».

## Биография
Ольга начала профессиональное восхождение в гандболе в родном Тольятти, в составе «Лады». Здесь она провела пять сезонов и за это время выиграла «серебро» Суперлиги и трижды становилась бронзовым призером чемпионата России. Была пятикратным призером Кубка России в составе тольяттинского клуба. Две победы в Кубке ЕГФ - главное достижение Ольги в клубном гандболе. В 2012 году в финале был обыгран румынский «Залэу», а через два года был переигран датский «Эсбьерг».
В 2014 году спортсменка переехала в «Астраханочку», где завоевала «бронзу» Суперлиги, а в 2015 году стала чемпионкой России. Также играла в финале Кубка России, но в тот год трофей достался «Ростов-Дону». В сезоне 2016/17 Ольга провела свои игры в составе «Кубани», с которой вновь выиграла бронзовые медали российского чемпионата и опять стала финалисткой Кубка России.
Сезон 2017/18 Горшенина начала за границей в составе венгерского гандбольного клуба «Альба Фехервар», где провела два сезона. В первый год команда стала восьмой, а через год седьмой в чемпионате Венгрии. 
Летом 2019 года Ольга стала игроком ПГК ЦСКА. В сезоне 2020/2021 стала чемпионкой России в составе московского клуба. 
Сезон-2021/22 провела в румынском клубе «Рымнику-Вылча». С сезона-2022/23 выступает за немецкий клуб «Неккарзульм». Изначально её контракт был рассчитан до конца сезона-2023/24, но летом 2023 года приняла решение приостановить игровую карьеру.
3 апреля 2024 Горшенина возобновила игровую карьеру в тольяттинской «Ладе». После 2 сезонов продолжила карьеру в новороссийской «Черноморочке». 

## Карьера в сборной
На молодёжном уровне Горшенина дважды была призером соревнований. В 2009 году завоевала «бронзу» на чемпионате Европы, а через год стала обладательницей серебряной медали молодежного чемпионата мира. 
Участница чемпионата Европы-2016. Бронзовый призёр чемпионата мира 2019 года, который проходил в Японии.

## Достижения
- Двукратный чемпион России (2016, 2021)
- Обладатель Кубка России (2022)
- Двукратный обладатель Кубка ЕГФ (2012, 2014)
- Бронзовый призер чемпионата мира (2019)
- Серебряный призер молодежного чемпионата Европы (2010)
- Бронзовый призер молодежного чемпионата мира (2009)